# Muro das Lamentações
Esta página contém alguns caracteres especiais e é possível que a impressão não corresponda ao artigo original.
O Muro das Lamentações, Muro de Al-Buraq ou Muro Ocidental (em hebraico: הַכּוֹתֶל הַמַּעֲרָבִי, romaniz.: HaKotel HaMa'aravi; lit. 'o muro ocidental') é uma antiga muralha de contenção construída na colina conhecida por judeus e cristãos como Monte do Templo de Jerusalém. Sua seção mais famosa também é frequentemente referida pelos judeus como Kotel ou Kosel, enquanto no mundo árabe e islâmico é conhecida como Muro de Buraq (em árabe: حَائِط ٱلْبُرَاق; romaniz.: Ḥā’iṭ al-Burāq). No contexto religioso judaico, o termo Muro das Lamentações e suas variações são usados, em sentido estrito, para se referir à seção usada para a oração judaica; em seu sentido mais amplo, refere-se a todos o 488 metros de comprimento do muro de contenção situado a oeste do Monte do Templo.
Trata-se do único vestígio do antigo Templo de Herodes, erguido por Herodes, o Grande no lugar do Templo de Jerusalém inicial. Herodes mandou construir grandes muros de contenção em redor do monte Moriá, ampliando a pequena esplanada sobre a qual foram edificados o Primeiro e o Segundo Templo de Jerusalém, formando o que hoje se designa como a Esplanada das Mesquitas. Assim, o atual Muro das Lamentações é a parte que restou de um muro de arrimo que servia de sustentação para uma das paredes do edifício principal e que em si mesmo, não integrava o Templo que foi destruído pelo general Tito, que depois se tornaria imperador romano, no ano de 70.
Muitos fiéis judeus visitam o Muro das Lamentações para orar e depositar seus desejos por escrito. Antes da Guerra dos Seis Dias, em 1967, quando o local e toda a Cidade Velha de Jerusalém foram conquistados por Israel, era chamado de Quarteirão Marroquino. Por ordem do prefeito de Jerusalém, 135 famílias árabes foram expulsas para a abertura da esplanada do Muro.

## História

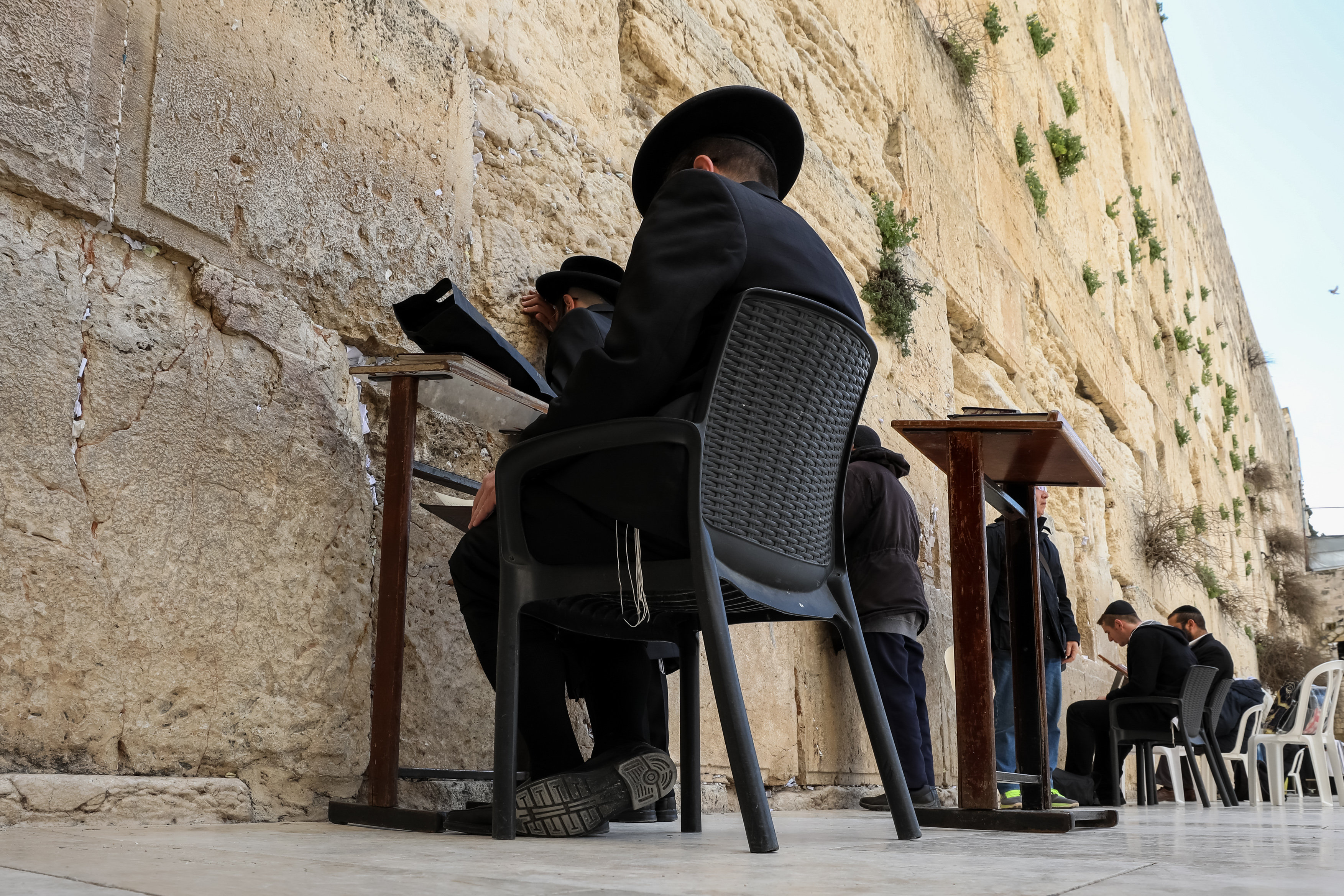
Judeu orando junto ao Muro das Lamentações

O Primeiro Templo, ou Templo de Salomão, foi construído no século X a.C., e derrubado pelos babilónios em 586 a.C. O Segundo Templo, entretanto, foi construído por Zorobabel após o Exílio Babilônico, e voltou a ser destruído pelos romanos no ano 70 da nossa era, durante a Primeira Guerra Judaico-Romana. Deste modo, cada templo esteve erguido durante 400 anos.[carece de fontes?]
Quando as legiões do então general Tito destruíram o templo, só uma parte do muro exterior ficou em pé. Tito deixou este muro para que os judeus tivessem a amarga lembrança de que Roma vencera a Judeia (daí o nome de Muro das Lamentações). Os judeus, porém, atribuíram-no a uma promessa feita por Deus, segundo a qual sempre ficaria de pé ao menos uma parte do sagrado templo como símbolo da sua aliança perpétua com o povo judeu. Os judeus têm pregado frente a este muro durante os derradeiros dois milênios, crendo que este é o lugar acessível mais sagrado da Terra, já que não podem aceder ao interior da Esplanada das Mesquitas, que seria ainda mais sagrado.

## Tradição
A tradição de introduzir um pequeno papel com pedidos entre as fendas do muro tem vários séculos de antiguidade. Entre as petições dos judeus estão ferventes súplicas a Deus para que regresse à terra de Israel, o retorno de todos os exilados judeus, a reconstrução do templo (o terceiro), e a vinda da era messiânica com a chegada do Messias judeu.
Para os muçulmanos e no Islão, o Muro é considerado um local sagrado. Conhecido como Al-Buraq, ele recebe este nome pois foi nele que Maomé, em sua jornada noturna, teria amarrado o ser mitológico, conhecido por este nome.
O Muro das Lamentações também é considerado sagrado para os judeus devido a ser o último pedaço do Templo pelos lados sul e leste. Além disso, o muro é o lugar mais próximo do sancta sanctorum ou lugar "sagrado entre os sagrados" (1 Reis 8:6-8). Das três secções do muro, a do leste, do sul e do oeste, a do oeste é o lugar tradicional de oração (daí o seu nome em hebraico, Hakótel Hama'araví, "o Muro Ocidental").
Na Esplanada das Mesquitas, rodeada pelo muro, os muçulmanos construíram ao longo dos séculos a Cúpula da Rocha e a Mesquita de Al-Aqsa.

## Oração mista e não ortodoxa
Em 31 de janeiro de 2016, o Governo de Israel aprovou um plano para designar um novo espaço no Kotel para homens e mulheres realizarem orações em conjunto e sem o controle pelo Rabinato. A ONG israelense Mulheres do Muro [en] elogiou a decisão, embora o Rabino Chefe de Israel, Shlomo Amar, tenha declarado que a criação de uma seção de oração mista equivaleria à destruição do Muro. O Rabinato Chefe disse que iria propor um plano alternativo. Em junho de 2017, o plano que havia sido aprovado em janeiro de 2016 foi suspenso.